# Trachonitis (geslacht)
Trachonitis is een geslacht van vlinders van de familie snuitmotten (Pyralidae).

## Soorten
- T. cristella (Denis & Schiffermüller, 1775)
- T. odilella Legrand, 1966
- T. renatella Legrand, 1966